# 伊夫罗斯
伊夫罗斯，是西班牙安达卢西亚自治区哈恩省的一个市镇。总面积56平方公里，总人口3115人（2001年），人口密度56人/平方公里。